# Liste der Kulturdenkmale in Karlsruhe-Beiertheim-Bulach

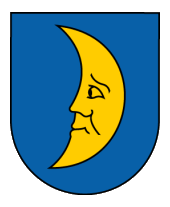
Wappen von Bulach

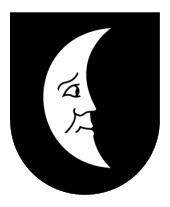
Wappen von Beiertheim

In der Liste der Kulturdenkmale in Karlsruhe-Beiertheim-Bulach werden die unbeweglichen Bau- und Kunstdenkmale in Beiertheim-Bulach aufgelistet, die in der städtischen „Datenbank der Kulturdenkmale“ geführt sind. 
Diese Liste ist nicht rechtsverbindlich. Eine rechtsverbindliche Auskunft ist lediglich auf Anfrage bei der Unteren Denkmalschutzbehörde der Stadt Karlsruhe erhältlich.

## Liste
| Bild           | Bezeichnung                                       | Lage                                                                                       | Datierung                                | Beschreibung | ID                       |
| -------------- | ------------------------------------------------- | ------------------------------------------------------------------------------------------ | ---------------------------------------- | --- | ------------------------ |
|                | Villa Geiger                                      | Beiertheimer Allee 70 (Flst. 9283) (Karte)                                                 | 1910–11                                  | Die Villa Geiger wurde von Architekt Hermann Billing erbaut. Geschützt nach § 2 DSchG |                          |
|                | Wohnhaus mit Praxis                               | Beiertheimer Allee 72 (Flst. 9292) (Karte)                                                 |                                          | Wohnhaus mit Praxis. Denkmaleigenschaft wird geprüft | BW                       |
|                | Fachwerkhaus                                      | Breite Str. 23 (Flst. 9335) (Karte)                                                        | 18. Jh.                                  | Giebelständiges Fachwerkhaus mit Krüppelwalmdach, aus dem 18. Jahrhundert. Geschützt nach § 2 DSchG |                          |
| Weitere Bilder | Fachwerkhaus                                      | Breite Str. 25 (Flst. 9334) (Karte)                                                        | 18. Jh.                                  | Verputztes giebelständiges Fachwerkhaus, 18. Jahrhundert. Geschützt nach § 2 DSchG |                          |
|                | Hofanlage                                         | Breite Str. 27 (Flst. 9333) (Karte)                                                        | 18. Jh.                                  | Hofanlage, eingeschossiger und giebelständiger Fachwerkbau mit Wetterdach, traufseitige Erschließung über eine Außentreppe, 18. Jahrhundert, Innenausstattung des 19. Jahrhunderts, zurückliegend im Garten eingeschossiger traufständiger Ökonomiebau mit Kniestock und Satteldach in Fachwerkbauweise, 19. Jahrhundert Geschützt nach § 2 DSchG |                          |
|                | Fachwerkanwesen                                   | Breite Str. 40 (Flst. 9610) (Karte)                                                        | (?)                                      | Kleines Fachwerkanwesen Geschützt nach § 2 DSchG |                          |
|                | Fachwerkhaus                                      | Breite Str. 42 (Flst. 9609) (Karte)                                                        | 1806                                     | Das eingeschossige Fachwerkhaus bildet zusammen mit Nr. 40 und 44 eine Gebäudegruppe. Geschützt nach § 28 DSchG |                          |
|                | Fachwerkhaus                                      | Breite Str. 44 (Flst. 9608) (Karte)                                                        | (1806 ?)                                 | Das eingeschossige Fachwerkhaus ist Teil einer Gebäudegruppe. Geschützt nach § 28 DSchG |                          |
|                | Fachwerkdoppelhaus                                | Breite Str. 45, 45a (Flst. 9323, 9323/2) (Karte)                                           | 1924                                     | Fachwerkdoppelhaus mit integriertem Stallteil, 1924 in zwei Wohneinheiten aufgeteilt. Geschützt nach § 2 DSchG |                          |
| Weitere Bilder | Ehemaliges Stephanienbad                          | Breite Str. 49a (Flst. 9321/2) (Karte)                                                     | 1811                                     | Heutige Paul-Gerhard-Kirche, erbaut 1809–11 als Stephanienbad, dreigeschossiger klassizistischer Bau von Friedrich Weinbrenner, 1926 von der Evangelischen Kirchengemeinde Beiertheim für Gottesdienste und als Pfarrhaus umgestaltet, 1944 Kriegsschäden, 1957 Umbau. Geschützt nach § 28 DSchG |                          |
| Weitere Bilder | Fachwerkhaus                                      | Breite Str. 66 (Flst. 9469) (Karte)                                                        | 18. Jh.                                  | Fachwerkhaus mit integriertem Ökonomieteil, zweigeschossig, 18. Jahrhundert. Geschützt nach § 2 DSchG |                          |
|                | Kruzifixus, Sandsteinkreuz mit Korpus             | Breite Str. 66, neben (Flst. 9469) (Karte)                                                 | 2. Hälfte 18. Jh.                        | Kruzifixus, Sandsteinkreuz mit Korpus, an den Kreuzenden geflügelte Engelsköpfe, Totenemblem am Stamm, Widmungsinschrift in einer Kartusche auf dem Sockelstein, 2. Hälfte 18. Jahrhundert. Geschützt nach § 2 DSchG |                          |
|                | Ehemaliges Schulhaus                              | Breite Str. 88 (Flst. 9480/1) (Karte)                                                      | 1815                                     | Das ehemalige Schulhaus aus dem Jahr 1815 ist ein traufständiger Bau. Geschützt nach § 2 DSchG |                          |
|                | Ehemaliges Rathaus                                | Breite Str. 90 (Flst. 9480/2) (Karte)                                                      | 1815                                     | Das ehemalige Rathaus ist heute ein Wohnhaus. Geschützt nach § 2 DSchG |                          |
|                | Doppelwohnhaus                                    | Breite Str. 95, 95a (Flst. 9586) (Karte)                                                   | 1912/13                                  | Das Doppelwohnhaus ist vom Architekten Emil Axtmann, Bauherr Ehefrau des Landwirts Bernhard Rastätter, 1912/13. Die älteren Nebengebäude wurden 1912 umgebaut, Geschützt nach § 2 DSchG |                          |
|                | Wohnhaus mit Garten                               | Breite Str. 97 (Flst. 9585) (Karte)                                                        | 1911                                     | Das zweigeschossige Wohnhaus mit Garten weist Fachwerkelemente auf. Es hat eine wandfeste Innenausstattung aus Holz, Kachelofen, Türen, Bodenbeläge sowie ein Gartenhaus mit kleinem Stallteil, Architekt Hans Zippelius, bezeichnet 1911, Akte (OA - 2006). Geschützt nach § 2 DSchG |                          |
|                | Fachwerkhaus                                      | Breite Str. 109 (Flst. 9577) (Karte)                                                       | 1741                                     | Giebelständiges Fachwerkhaus mit Inschrift Geschützt nach § 2 DSchG |                          |
|                | Gasthaus „Schwarzer Adler“                        | Breite Str. 117 (Flst. 9569) (Karte)                                                       | 1757                                     | Das Gasthaus „Schwarzer Adler“ wurde 1757 als Wohnhaus erbaut, seit 1783 als Gasthaus genutzt. Es ist ein giebelständiger, zweigeschossiger Fachwerkbau. Geschützt nach § 2 DSchG |                          |
|                | Fachwerkhaus                                      | Breite Str. 127 (Flst. 9551) (Karte)                                                       | 18. Jh.                                  | Das eingeschossige, giebelständige Fachwerkhaus stammt aus dem 18. Jahrhundert. Geschützt nach § 2 DSchG |                          |
|                | Hofanlage                                         | Breite Str. 129 (Flst. 9550) (Karte)                                                       | 1643                                     | Die Hofanlage, die ein giebelständiges Fachwerkwohnhaus und eine Scheune aufweist, stammt noch aus dem 17. Jahrhundert. Geschützt nach § 2 DSchG |                          |
|                | Wohnhaus                                          | Bulacher Str. 5 (Flst. 9561) (Karte)                                                       | 18./19. Jh.                              | Wohnhaus aus dem 18./19. Jahrhundert Geschützt nach § 2 DSchG |                          |
|                | Wohnhaus                                          | Bulacher Str. 7 (Flst. 9560) (Karte)                                                       | (?)                                      | Kleines Fachwerk-Wohnhaus mit Krüppelwalmdach Geschützt nach § 2 DSchG |                          |
|                | Kruzifix                                          | Cäciliastr. 25b / Ecke Gebhardstraße (Flst. 9469/2) (Karte)                                | 1. Hälfte 19. Jh.                        | Kruzifix, Sandsteinkreuz mit Korpus, Sockelstein und unterer Kreuzschaft erneuert, 1. Hälfte 19. Jahrhundert Geschützt nach § 2 DSchG |                          |
| Weitere Bilder | Brunnenanlage                                     | Ebertstr., Schwarzwaldstr., beim Albtal-Bahnhof (Karte)                                    | 1963                                     | Brunnenanlage, von Emil Sutor. Geschützt nach § 2 DSchG |                          |
|                | Wegkreuz                                          | Ebertstraße (vor Flst. 3371/4), vorher Beiertheimer Allee 76                               | 1811                                     | Wegkreuz, von 1811, am Sockel „1811 Joseph und Catharina IM“ 1998 Versetzung des Kreuzes von der Beiertheimer Allee 76 an die Ebertstraße (Flst. 3371/4) genehmigt. Geschützt nach § 2 DSchG |                          |
|                | Wohn- und Geschäftshaus                           | Gebhardstr. 35 (Flst.9415) (Karte)                                                         | 1903                                     | Wohn- und Geschäftshaus, 1903 für den Schreinermeister Jakob Richter von Friedrich Ummenhofer, Architekt in Karlsruhe, Straßenfassade und Treppenhaus. Geschützt nach § 2 DSchG | BW                       |
| Weitere Bilder | Katholische Pfarrkirche St. Michael               | Gebhardstr. 44 / Geschwister-Scholl-Str. 2 (Flst.28254-28256) (Karte)                      | 1523 (Flügelaltar), 1963–65 (Kirchenbau) | Katholische Pfarrkirche St. Michael, Kirchenbau als kubischer Block mit Flachdach und Oberlicht, Betonung des Altarraums durch Eckerhöhung, Ausrichtung des Kirchenraums in der Diagonalen, Außenverkleidung des Stahlskelettbaus durch Sichtbetonplatten, freistehender Glockenturm, niedrigerer Kapellenanbau mit Andachtsraum, terrassierte Außenanlagen, 1963–65 von Werner Groh aus Karlsruhe. Im Inneren ein wertvoller spätgotischer Flügelaltar mit Schreinfiguren und Predella von 1523 aus der alten Dorfkirche von Beiertheim, großes bauzeitliches Hängekreuz und Tabernakel von Herbert Kämper aus Elchesheim, Gestaltung der farbigen Fensterbänder durch Clara Kreß aus Karlsruhe. Zugehöriges Pfarr- und Gemeindezentrum, bis 1971 in Aufnahme der Material- und Formensprache des Kirchenbaukomplexes errichtet. Geschützt nach § 2 DSchG | Wikidata-Objekt anzeigen |
|                | Kruzifix                                          | Gebhardstr. 44, vor der Kirche (Flst.28255) (Karte)                                        | 1787                                     | Das Kruzifix ist aus spätbarocker Zeit, 1787. Geschützt nach § 2 DSchG |                          |
|                | Scheune, heute Wohnhaus                           | Gebhardstr. 72 (Flst.9469/1) (Karte)                                                       | 1881                                     | Die Scheune, heute Wohnhaus, zugehörig zum Wohnhaus Breite Str. 66, 18. Jahrhundert, wurde 1981 zum Wohnhaus umgebaut. Geschützt nach § 2 DSchG |                          |
|                | Rathaus Bulach                                    | Grünwinkler Str. 10 (Flst.23933) (Karte)                                                   | 1904–1905                                | Das Rathaus Bulach wurde 1904–1905 von Hugo Slevogt erbaut Geschützt nach § 2 DSchG |                          |
|                | Wegkreuz mit Maria am Stamm                       | Grünwinkler Straße / Ecke Landgrabenstraße (ehemaliger Standort Litzenhardtstr. 5) (Karte) | 18. Jh.                                  | Das Wegkreuz mit Maria am Stamm ist barock, aus dem 18. Jahrhundert. Geschützt nach § 2 DSchG |                          |
|                | Steinbrücke                                       | Hertelgraben                                                                               | 18. Jh.                                  | Barocke Steinbrücke aus dem 18. Jahrhundert Geschützt nach § 2 DSchG |                          |
|                | Wohnhaus mit Läden und Rückgebäude                | Hohenzollernstr. 9 (Flst.9394) (Karte)                                                     | 1921                                     | Wohnhaus mit Läden und Rückgebäude, Putzbau mit expressionistischen Zierelementen von 1921, seitlich der zentralen Torfahrt (mit Gleisen) sind die ehemaligen Läden, Metzgerei und Bäckerei erhalten, zugehörend das Rückgebäude mit der ehemaligen Wurstküche und der Backstube. Geschützt nach § 2 DSchG | BW                       |
|                | Wohnhaus                                          | Hohenzollernstr. 17 (Flst.9398) (Karte)                                                    | 1929                                     | Wohnhaus, dreigeschossig, Mansardedach, Erker in der Achse der Straßenfront, Ende der 20er Jahre von Adam Zippelius. Geschützt nach § 2 DSchG | BW                       |
|                | Wohnhaus                                          | Hohenzollernstr. 33 (Flst.9407/1) (Karte)                                                  | (?)                                      | Traufständiges Wohnhaus mit zwei Flacherkern. Geschützt nach § 2 DSchG | BW                       |
|                | Friedhofskreuz                                    | Hohenzollernstraße, Friedhof (Flst.28279) (Karte)                                          | 18. Jh.                                  | Das Friedhofskreuz ist aus dem 18. Jahrhundert. Geschützt nach § 2 DSchG | BW                       |
|                | Wohnhaus                                          | Karlstr. 160 (Flst. 9387) (Karte)                                                          | (?)                                      | Wohnhaus Geschützt nach § 2 DSchG |                          |
|                | Gasthaus „Krone“                                  | Litzenhardtstr. 12 (Karte)                                                                 | (?)                                      | Gasthaus „Krone“. Zweigeschossiger und unterkellerter Massivbau mit Walmdach und Dachgauben. Haustreppe. Einfriedung und Freiflächen sind nicht zugehörig. Geschützt nach § 2 DSchG |                          |
|                | Hofanlage                                         | Litzenhardtstr. 19 / St.-Florian-Str. 29 (Flst. 21095) (Karte)                             | 18. Jh.                                  | Hofanlage, Fachwerkwohnhaus, Scheune und nördliche Hofmauer, 18. Jahrhundert, 1997 Wohnhaus. Scheune und nördliche Hofmauer bilden eine Sachgesamtheit. Geschützt nach § 2 DSchG |                          |
|                | Fachwerkwohnhaus                                  | Litzenhardtstr. 29 (Flst. 21104) (Karte)                                                   | 18. Jh.                                  | Das giebelständige Fachwerkwohnhaus ist aus dem 18. Jahrhundert. Geschützt nach § 2 DSchG |                          |
|                | Wohnhaus einer Hofanlage                          | Litzenhardtstr. 31 (Flst. 21105) (Karte)                                                   | 1778                                     | Das Wohnhaus einer Hofanlage ist ein eingeschossiger, giebelständiger und unverputzter Fachwerkbau mit Wetterdächern, ist bezeichnet am Eckpfosten und an einem Sandsteinpfosten der Hofeinfahrt mit „1778“. Geschützt nach § 2 DSchG |                          |
|                | Fachwerkhaus                                      | Litzenhardtstr. 37 (Flst. 21107) (Karte)                                                   | (?)                                      | Giebelständiges zweigeschossiges Fachwerkhaus mit Krüppelwalmdach Geschützt nach § 2 DSchG | BW                       |
| Weitere Bilder | Katholische Kirche St. Cyriakus                   | Litzenhardtstr. 50 (Flst. 21028) (Karte)                                                   | 1835–1837                                | Die dreischiffige Basilika mit polygonal geschlossenem Chor nach Westen und zwei Chorflanktürmen wurde nach Entwurf von Heinrich Hübsch 1835–1837 erbaut. Sie besitzt eine historische Voith-Orgel, (1906/07), das Orgelhauptgehäuse stammt von Johann Andreas Silbermann, 1753. Geschützt nach § 2 DSchG |                          |
|                | Kriegerdenkmal des Krieges von 1870/71            | Litzenhardtstr. 50, davor (Flst. 21028) (Karte)                                            | 1890                                     | Es wurde 1890 errichtet. Geschützt nach § 2 DSchG | BW                       |
|                | Pfarrhaus mit Garten                              | Litzenhardtstr. 52 (Flst. 21027) (Karte)                                                   | (?)                                      | Das Pfarrhaus - ein kubischer Bau in neoromanischen Stil - besitzt einen dekorativen Eingang. Geschützt nach § 2 DSchG |                          |
|                | Fachwerkhaus                                      | Litzenhardtstr. 55 (Flst. 21126) (Karte)                                                   | (?)                                      | Kleines Fachwerkhaus mit Wetterschutz und steilem Dach Geschützt nach § 2 DSchG |                          |
|                | Fachwerkdoppelhaus                                | Litzenhardtstr. 60, 62 (Flst. 21018/1) (Karte)                                             | (?)                                      | Das zweigeschossige Fachwerkdoppelhaus ist giebelständig und hat Dachgauben. Geschützt nach § 2 DSchG |                          |
|                | Fachwerkdoppelhaushälfte                          | Litzenhardtstr. 63 (Flst. 21134) (Karte)                                                   | (?)                                      | Fachwerkdoppelhaushälfte zur Nr. 65. Geschützt nach § 2 DSchG |                          |
|                | Fachwerkdoppelhaushälfte                          | Litzenhardtstr. 65 (Flst. 21130) (Karte)                                                   | (?)                                      | Fachwerkdoppelhaushälfte zur Nr. 63. Geschützt nach § 2 DSchG | BW                       |
|                | Fachwerkhaus mit Scheune                          | Litzenhardtstr. 75 (Flst. 21038) (Karte)                                                   | (?)                                      | Giebelständiges Fachwerkhaus mit großen Wetterdächern. Scheune ist erhalten. Geschützt nach § 2 DSchG |                          |
|                | Fachwerkdoppelhaus                                | Litzenhardtstr. 82-84 (Flst. 21009) (Karte)                                                | (?)                                      | Fachwerkdoppelhaus, rückwärtige Haushälfte war ursprünglich Wirtschaftsteil des Hofes. Geschützt nach § 2 DSchG |                          |
|                | Fachwerkwohnhaus                                  | Litzenhardtstr. 83 (Flst. 21042) (Karte)                                                   | 18. Jh.                                  | Fachwerkwohnhaus, eingeschossig, mit Wetterdächern an dem straßenseitigen Giebel, 18. Jahrhundert. Geschützt nach § 2 DSchG |                          |
|                | Fachwerkhaus                                      | Litzenhardtstr. 86 (Flst. 21008) (Karte)                                                   | (?)                                      | Fachwerkhaus, zweigeschossig, Madonnennische an der Giebelfassade. Geschützt nach § 2 DSchG |                          |
|                | Fachwerkhaus                                      | Litzenhardtstr. 96 (Flst. 21002) (Karte)                                                   | (?)                                      | Giebelständiges Fachwerkhaus Geschützt nach § 2 DSchG |                          |
|                | Fachwerkhaus                                      | Litzenhardtstr. 111 (Flst. 21068) (Karte)                                                  | 1734                                     | Fachwerkhaus, eingeschossig, zum Teil massiver Erdgeschoss, Kniestock, Verdachungen am Giebel- und Traufseite, Laube am rückwärtigen Giebel, bezeichnet mit „Anno 1734“, Geschützt nach § 2 DSchG |                          |
|                | Fachwerkdoppelhaus                                | Litzenhardtstr. 125, 127 (Flst. 21080) (Karte)                                             | (?)                                      | Fachwerkdoppelhaus, eingeschossig. Geschützt nach § 2 DSchG |                          |
|                | Mahnmal „Tor des Lebens“                          | Litzenhardtstr. 142, Friedhof (Flst. 21032/1) (Karte)                                      | 1988                                     | Mahnmal „Tor des Lebens“, Bildhauer Gerhard Karl Huber, 1988 Geschützt nach § 2 DSchG |                          |
|                | Kapelle „Zu Ehren der schmerzhaften Gottesmutter“ | Litzenhardtstr. 142, Friedhof (Flst. 21479) (Karte)                                        | 1891/92                                  | Kapelle „Zu Ehren der schmerzhaften Gottesmutter“, auch ehemals Albkapelle genannt, 1891/92 Geschützt nach § 2 DSchG |                          |
|                | Wegkreuz, nördlicher Eingang des Friedhofs        | Litzenhardtstr. 142, nördlicher Eingang des Friedhofs (Flst. 21861) (Karte)                | 1820                                     | Wegkreuz, 1820 Geschützt nach § 2 DSchG |                          |
|                | Wohnhaus                                          | Marie-Alexandra-Str. 7 (Flst. 9351) (Karte)                                                | 1898                                     | Das zweigeschossige Wohnhaus aus rotem Backstein besitzt reichem Schmuck aus Sandstein, 1898. Geschützt nach § 2 DSchG |                          |
|                | Wohnhaus                                          | Marie-Alexandra-Str. 14 (Flst. 9391) (Karte)                                               | (?)                                      | Wohnhaus, 1993 Ausbau des Dachgeschosses genehmigt, 2004 Überdachung und Unterstellplatz im Hof genehmigt Geschützt nach § 2 DSchG |                          |
|                | Wohn- und Geschäftshaus                           | Marie-Alexandra-Str. 16 (Flst. 9392) (Karte)                                               | 1900                                     | Das zweigeschossige Wohn- und Geschäftshaus mit Torfahrt und Mansardedach ist unverputzt, ein Hinterhaus ist angebaut und durch eigenes Treppenhaus erschlossen. Gut erhaltene Innenausstattung, um 1900. Geschützt nach § 2 DSchG |                          |
|                | Wohn- und Geschäftshaus                           | Marie-Alexandra-Str. 19 (Flst. 9358) (Karte)                                               | 1896, 1906 (Umbau)                       | Das Wohn- und Geschäftshaus besaß ursprünglich eine Torfahrt, gebaut 1896 von Johann Brannath, Umbau mit Weinstube und Verlegung Eingang 1906. Geschützt nach § 2 DSchG |                          |
|                | Wegkreuz                                          | Martinstraße / Laurentiusstraße (Karte)                                                    | 1819                                     | Wegkreuz aus Sandstein, Kombination aus zwei separaten Teilen, Kreuzstamm von 1819, Sandsteinsockel um 1900 Geschützt nach § 2 DSchG |                          |
|                | Ehemalige Dampfwäscherei Roll                     | Neue-Anlage-Straße 10 (Karte)                                                              | um 1890                                  | Dampfwäscherei Roll, heute Atelierhaus „Neue Schule“. Massivbau aus unverputztem rotem Sandstein mit gekürztem Schlot (wohl aus Steinen der Bundesfestung Rastatt errichtet), zweigeschossiger Seitenflügel aus gelbem Ziegelmauerwerk, westlicher Schuppen (1995 Dachanhebung), z.T. erhaltene Innenausstattung, moderne Bauten nicht zugehörig, 1983–84 zum Atelierhaus umgebaut. Geschützt nach § 2 DSchG |                          |
| Weitere Bilder | Jagdschloss Scheibenhardt                         | Scheibenhardt 1–3 (Karte)                                                                  | 1699                                     | Jagdschloss mit Wirtschaftsgebäude, Scheune, Pavillons, Brücke mit Wachthäuschen, Verwaltergebäude und Park. Ovale Gesamtanlage mit Graben geht auf älteren Komplex des 16. Jh. zurück, 1699–1704 von Domenico Egidio Rossi. Geschützt nach § 28 DSchG |                          |